# Nucleo arcuato
Il nucleo arcuato (o nucleo infundibolare) è un nucleo dell'ipotalamo mediobasale, adiacente al terzo ventricolo e all'eminenza mediana. Il nucleo arcuato comprende diverse popolazioni di neuroni, tra cui: neuroni neuroendocrini e neuroni che proiettano centralmente.